# Kithaab
Kithaab, también Kitab, (en malabar: കിത്താബ്) es una obra de teatro escrita en malabar -lengua del estado indio de Kerala- que hace el retrato humorístico de una niña que sueña con poder recitar el adhan, la llamada islámica a la oración realizada habitualmente por un hombre, el muecín. La niña cuestiona la misoginia en su comunidad, y se rebela contra normas de la comunidad que le impiden bailar con sus amigos, roba la comida que le niegan a ella por ser niña, y reclamando la oportunidad de llamar a la oración.
La obra está escrita por el guionista y director Rafeeq Mangalassery. Fue estrenada en noviembre de 2018 en el estado indio de Kerala, en paralelo al movimiento de defensa de los derechos de las mujeres que empezaba a crearse reivindicado la entrada de las mujeres en el templo hindú Sabiramala, el derecho de las mujeres musulmanas a participar en los rituales religiosos y la igualdad de género en espacios religiosos, incluyendo la designación de mujeres como imanes, y la participación en el liderazgo de las oraciones en las principales mezquitas.

## Inspiración
Rafeeq Mangalassery ha explicado que su obra Kithaab no está basada directamente en la historia de Vaangu, sino que es una adaptación independiente inspirada en el trabajo del escritor y guionista Unni R. sobre Vaangu. Por su parte Unni R. se distanció de la obra de Mangalassery declarando que la obra no estaba en sintonía de sus ideas y que carecía de valor espiritual. El director malabar V.K. Prakash tenía también un proyecto independiente para adaptar la historia de Unni R. para el cine.

## Trama
Una niña musulmana desea convertirse en una muecín como su padre, y hacer el llamamiento de la oración. Roba el pescado frito que su madre cocina para los hombres de la casa y dice que hacerlo no es moralmente malo porque Padachon (dios) lo entendería dado que a las niñas no se les da suficiente comida ya que en la tradición las niñas y las mujeres reciben menos alimentos que los hombres de la casa. Su padre la censura y le dice que las mujeres deberían tener solo la mitad de lo que los hombres tienen. A esto, la niña le pregunta con picardía por qué las mujeres no tienen el mismo derecho.
En estas peleas, ella expresa su deseo de liderar la oración y siguiendo la tradición de su padre, llamar al adhan (la oración musulmana). Su padre responde a todas sus preguntas refiriéndose al gran libro (Kithab), la encierra para que no vuelva a actuar en una obra (una obra dentro de la obra de teatro) y le dice que no alcanzará el cielo si continúa haciendo estas cosas.
"Si perdiera la entrada al cielo porque canto y bailo, no quiero ese cielo,"  responde la niña. El padre está dispuesto incluso a matar a la niña si actúa en la obra contradiciendo sus órdenes. Pero su madre recuerda al padre que además de muecín es también padre. Finalmente éste permite que la niña haga la llamada del muecín y la obra de teatro termina con la niña llamando a la oración (adhan) y el resto rezando.

## Controversia
La escuela secundaria Memunda Higher en la zona rural de Kozhikode organizó una representación de la obra en el marco del concurso entre escuelas en el distrito de Vatakara, ganando los premios al mejor drama y a la mejor actriz y se suponía que continuaría participando en el concurso a nivel estatal de Kerala. Kithaab retrata la discriminación social contra las mujeres en varios aspectos de la familia musulmana tradicional. Cuestiona temas como la discriminación de las niñas en la provisión de alimentos, la educación deficiente y la práctica de la poligamia. Dado que la obra trata sobre la justicia de género en el contexto de Islam, hubo oposición por parte de la ortodoxia político-religiosa y los conservadores lograron bloquear la participación de la escuela Memunda Higher invocando a cuestiones de fe. La obra provocó el debate sobre la igualdad de género y la intolerancia religiosa. La obra de teatro se representó después por separado en una fecha posterior.
Posteriormente se representó una contra-obra llamada Kithabile Koora, con un personaje femenino que busca la libertad de religión. Abbas Kalathode, uno de los activistas teatrales del idioma malabar, aunque no se mostró entusiasmado con la contra-obra, criticó la obra Kithaab de Mangalassery porque no consideraba una serie de cambios recientes de gran alcance en la comunidad musulmana. "Representar a un mukri como el villano en la comunidad es un eufemismo porque otros villanos han surgido entre los musulmanes", agregó. Mangalassery no estuvo de acuerdo y respondió que "no es correcto decir que la comunidad musulmana ha registrado un progreso constante en la vida social. Podría haber cambios entre los musulmanes como en otras comunidades. Pero las fuerzas regresivas también han comenzado a dominar. El Purdah, que fue indumentaria de una minoría insignificante en Kerala, ahora se ha convertido en la identidad de las mujeres musulmanas. Sé que el imán es solo un empleado de la mezquita, pero representa al clero, cuyo control se ha fortalecido entre los musulmanes. La obra termina con la apertura de nuevas perspectivas para la comunidad ". "Aquí la historia de fondo es la de una familia musulmana, y por tanto, la obra habla de la vida musulmana. No hay ningún intento de insultar a cualquier religión en particular," ha insistió Mangalassery.
Activistas y escritores, entre ellos K Satchidanandan y S Hareesh mostraron su oposición a la exclusión de Kithaab en el festival estatal de Kerala. En una declaración conjunta condenaron la interferencia de organizaciones religiosas en los valores del movimiento reformista de Kerala y la libertad de expresión. El director de cine Prathap Joseph lideró una campaña en los medios de comunicación social denunciando la situación y señalando que la retirada de la obra era una "amenaza a los valores del movimiento reformista y la libertad de expresión".
A. Santha Kumar, guionista, escribió en Facebook que "la escuela se ha lavado las manos al retirar la obra rindiéndose al dictado de dirigentes religiosos. Denuncia que también han aislado el autor de la obra, Rafeeq Mangalassery." Kumar preguntó por qué los que hablan mucho sobre los "valores reformistas" guardaron silencio sobre el aislamiento de Mangalassery a manos del "fundamentalismo minoritario".

## Rafeeq Mangalassery
Rafeeq Mangalaserry es un escritor en lengua malabar y director de Chettippadi (Malappuram Kerala) en India comprometido en temas sociales. En su obra Annaperuna describe el desperdicio de comida mientras muchos otros pasan hambre. También ha dirigido Kottem Kareem.
Ha ganado el premio Kerala Sahitya Akademi por la obra Jinnu Krishnan en 2013; y el premio Kerala Sangeetha Nataka Akademi al mejor guion por  Iratta Jeevithangaliloode (A través de las Vidas Gemelas). Es un autor clave en el teatro infantil.